# أبو جندب الهذلي
أبو جُنْدَب الهُذلي واسمه أبو جندب بن مره وهو أخو أبو خراش الهذلي وكان أبو جندب شاعر جاهلي من دهَاة العرب وذا شر وبأس.

## نسبه
- أبو جندب بن مرة من بني عمرو(قِرَدْ) بن معاوية بن تميم بن سعد بن هذيل بن مدركة بن إلياس بن مضر بن نزار بن معد بن عدنان.[1][2]

## حياته
كان قومه يسمونه المشئوم، فاشتكى شكوى شديدة، وكان له جار من خزاعة يقال له حاطم بن هاجر بن عبد مناف بن ضاطر، فوقعت به بنو لحيان، فقتلوه قبل أن يستنبل أبو جندب من مرضه، واستاقوا أمواله، وقتلوا امرأته، وقد كان أبو جندب كلم قومه، فجمعوا لجاره غنماً، فلما أفاق أبو جندب من مرضه خرج من أهله، حتى قدم مكة، ثم جاء يمشي، حتى استلم الركن، وقد شق ثوبه وكشف عن استه، فعرف الناس أنه يريد شراً، فجعل يصيح ويقول:
| إنّي امرؤ أبكي على جارَيَّهْ |  | أبكي على الكعبيِّ والكعبيَّهْ |
| ولو هَلكْتُ بَكَيا عليَّهْ      |  | كَانا مكَان الثوب من حَقْويَّه |

فلما فرغ من طوافه، وقضى حاجته من مكة خرج في الخلعاء من بكر وخزاعة، فاستجاشهم على بني لحيان، فقتل منهم قتلى، وقال في ذلك:

| لَقَد أَمسى بَنو لِحيانَ مِنّي  |  | بِحَمدِ اللَهِ في خِزىٍ مُبينِ    |
| جَزَيتُهُم بِما أَخَذوا تِلادي  |  | بَني لِحيانَ كَيلا يَحرَبوني   |
| تَخِذتُ غَرازَ إِثرَهُم دَليلاً   |  | وَفَرّوا في الحِجازِ لِيُعجِزوني |
| وَقَد عَصَّبتُ أَهلَ العَرجِ مِنهُم |  | بِأَهلِ صُوائِقٍ إِذ عَصّبوني     |

## من اشعاره
ومن اشهر قصائدة في حماية الجار.
| لَقَد عَلِمَت هُذَيلٌ أَنَّ جاري  |  | لَدى أَطرافِ غَينا مِن ثَبيرِ |
| أَحُصُّ فَلا أُجيرُ وَمِن أُجِرهُ  |  | فَلَيسَ كَمَن تَدَلّى بِالغُرورِ  |
| لَكُم جيرانُكُم وَمَنَعتُ جاري |  | سَواءً لَيسَ بِالقَسمِ الأَثيرِ |